# Percy Mayfield
Percy Mayfield (Minden, 12 agosto 1920 – Los Angeles, 11 agosto 1984) è stato un cantante statunitense, di cui sono celebri le canzoni Please Send Me Someone to Love e Hit the Road Jack, interpretata da Ray Charles.
Il suo repertorio, composto in buona parte da ballate blues eseguite con uno stile vocale raffinato, risente l'influenza di Charles Brown. A differenza di molti bluesmen della West Coast, Mayfield non si è concentrato sul mercato discografico rivolto ai bianchi.

## Biografia

### Primi anni
Mayfield nacque a Minden, nella Louisiana, sede della parrocchia di Webster, nella parte nordoccidentale dello stato. Il suo precoce talento per la poesia lo spinse a scrivere canzoni e diventare un cantante. Iniziò la sua carriera artistica in Texas per poi trasferirsi a Los Angeles nel 1942. Nel 1947, dopo alcuni anni in cui non riscosse alcun successo, la piccola etichetta Swing Time Records lo ingaggiò per registrare la sua canzone Two Years of Torture con un organico che comprendeva il sassofonista Maxwell Davis, il chitarrista Chuck Norris e il pianista Willard McDaniel. Le vendite costanti del disco spinsero il produttore Art Rupe a scritturare Mayfield per la sua Specialty Records nel 1950.

### Successo

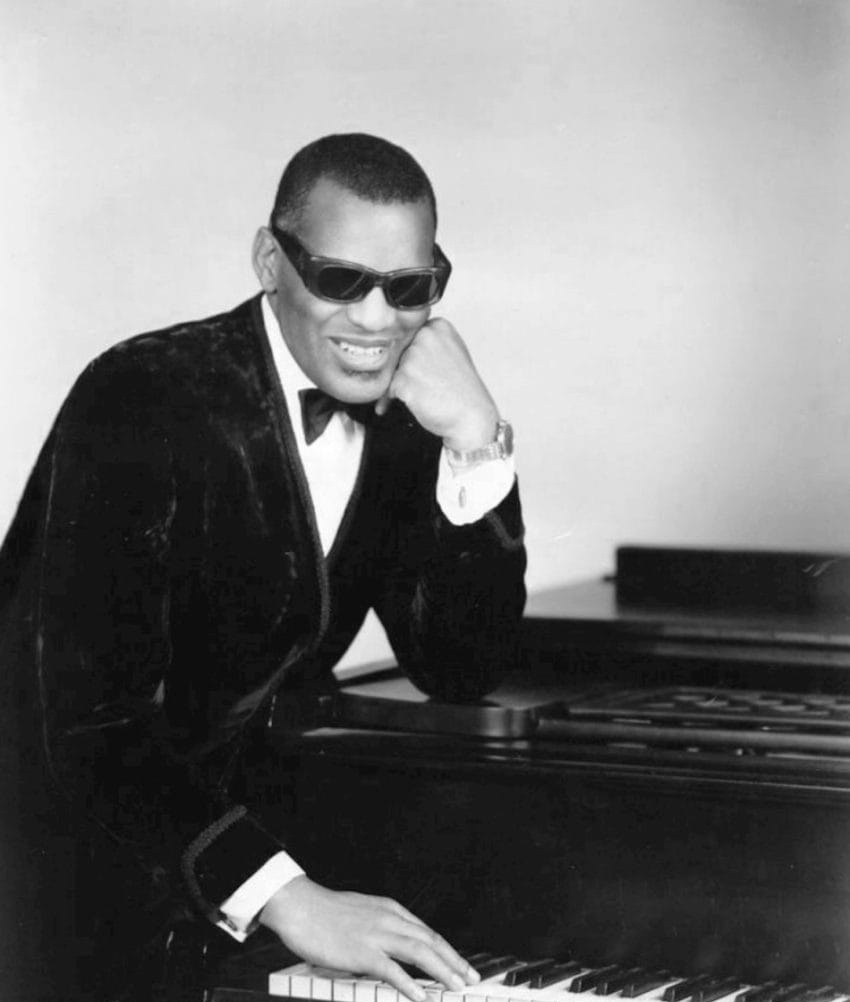
Ray Charles collaborò più volte con Percy Mayfield durante gli anni sessanta.

La sua Please Send Me Someone to Love, una delle sue tracce più conosciute, venne registrata il mese di agosto del 1950 ed entrò nelle classifiche alla fine dell'anno. Brano R&B definito dal recensore Bill Dahl «un lamento universale a più livelli», Please Send Me Someone to Love esercitò un'influenza artistica significativa e venne reinterpretato da numerosi altri cantanti. Sei suoi successi R&B entrati nella Top 10, come Lost Love e The Big Question, confermarono il suo status di importante esponente di ballate blues. Secondo Dahl, Mayfield era «un vero maestro nell'esprimere i suoi sentimenti più intimi, intrisi di vulnerabilità e pathos.»
Mayfield si esibì al settimo concerto annuale della Cavalcade of Jazz tenutosi al Wrigley Field di Los Angeles l'8 luglio 1951 prodotto da Leon Hefflin Sr. insieme a Billy Eckstine, Lionel Hampton, Jimmy Witherspoon e Joe Liggins, Roy Brown e i suoi Honey Drippers.
Nel 1952, al culmine della sua popolarità, mentre stava tornando da un concerto a Las Vegas, Mayfield rimase gravemente ferito in un incidente automobilistico che gli lasciò una deturpazione facciale. Ciò pose fine alla sua carriera concertistica, ma non gli impedì di scrivere canzoni. Continuò a registrare per la Specialty e, dopo il 1954, per la Chess Records e la Imperial. Mayfield e la sua Orchestra si esibirono una seconda volta al Wrigley Field di Los Angeles il 24 luglio 1955, durante l'undicesima kermesse della Cavalcade of Jazz. La sua formazione era composta da Lionel Hampton e altri artisti rinomati.
La sua Hit the Road Jack del 1961 catturò l'attenzione di Ray Charles, che lo mise sotto contratto per la sua Tangerine Records. Mayfield scrisse per Charles e la Tangerine Hide nor Hair, At the Club, Danger Zone e But on the Other Hand, Baby. Mayfield divenne anche il cantautore privato di Charles e compose per lui almeno quindici delle sue canzoni. Pubblicò anche una serie di singoli in solitaria per la Tangerine prodotti da Charles, incluso un rifacimento di River's Invitation che si piazzò nelle zone basse della Billboard Hot 100, ma raggiunse la posizione numero 25 nella classifica R&B nel 1963. Mayfield pubblicò anche due album che raccolgono i suoi singoli.
Dopo aver registrato per la RCA nei primi anni settanta, Mayfield venne scritturato per un breve lasso di tempo dalla Atlantic Records. Il singolo I Don't Want to Be the President, pubblicato dalla medesima etichetta e prodotta dall'artista soul e blues Johnny "Guitar" Watson, si rivelò essere un piccolo successo: trascorse infatti 5 settimane in classifica nel 1974 e riuscì ad entrare alla posizione numero 64.
All'inizio degli anni ottanta il tastierista della Bay Area Mark Naftalin scoprì che Mayfield viveva nella zona di East Bay e lo invitò a collaborare alle registrazioni e ad esibirsi dal vivo in diversi club della zona. La rinnovata visibilità di cui godeva in quel momento gli permise, nel 1982, di registrare l'album Hit the Road Again con la Phillip Walker Blues Band per l'olandese Timeless Records. L'album uscì nel 1983. Naftalin in seguito produsse il videodocumentario Percy Mayfield: Poet Laureate of the Blues, che contiene le performance di Mayfield e le testimonianze di B.B. King e Ray Charles. Le registrazioni di alcune esibizioni con Naftalin furono pubblicate postume anche nell'album del 1992 Percy Mayfield Live.

### Morte
Percy Mayfield morì di infarto mentre era a casa a Los Angeles l'11 agosto 1984, un giorno prima del suo sessantaquattresimo compleanno. Al suo funerale partecipò Little Richard, che eseguì Thank You, Jesus e Swing Low, Sweet Chariot.

## Discografia

### Album in studio
- 1966 – My Jug and I
- 1969 – Walking on a Tightrope
- 1970 – Weakness Is a Thing Called Man
- 1970 – Percy Mayfield Sings Percy Mayfield
- 1971 – Blues... and Then Some
- 1971 – Bought Blues
- 1983 – Hit the Road Again (con la Phillip Walker Blues Band)

### Singoli
- 1950 – Please Send Me Someone to Love
- 1951 – Lost Love
- 1951 – What a Fool I Was
- 1951 – Prayin' for Your Return
- 1952 – Cry Baby
- 1952 – The Big Question
- 1963 – River's Invitation
- 1970 – To Live the Past
- 1974 – I Don't Want to Be the President